# Brin (métro de Gênes)
Pour les articles homonymes, voir Brin.
Brin est une station terminus de l'unique ligne du métro de Gênes. Elle est située à Gênes, en Italie. Terminus de la seule ligne du métro de Gênes, cette station aérienne dessinée par l'architecte Renzo Piano a été mise en service le 13 juin 1990.

## Situation sur le réseau
Établie en aérien, Brin est la station terminus nord-ouest de l'unique ligne du métro de Gênes. Elle est située avant la station Dinegro, en direction du terminus est Brignole.

## Histoire
La station Brin est mise en service le 13 juin 1990, lors de l'ouverture de la première section de la ligne de Brin à Dinegro.

## Services aux voyageurs

### Desserte

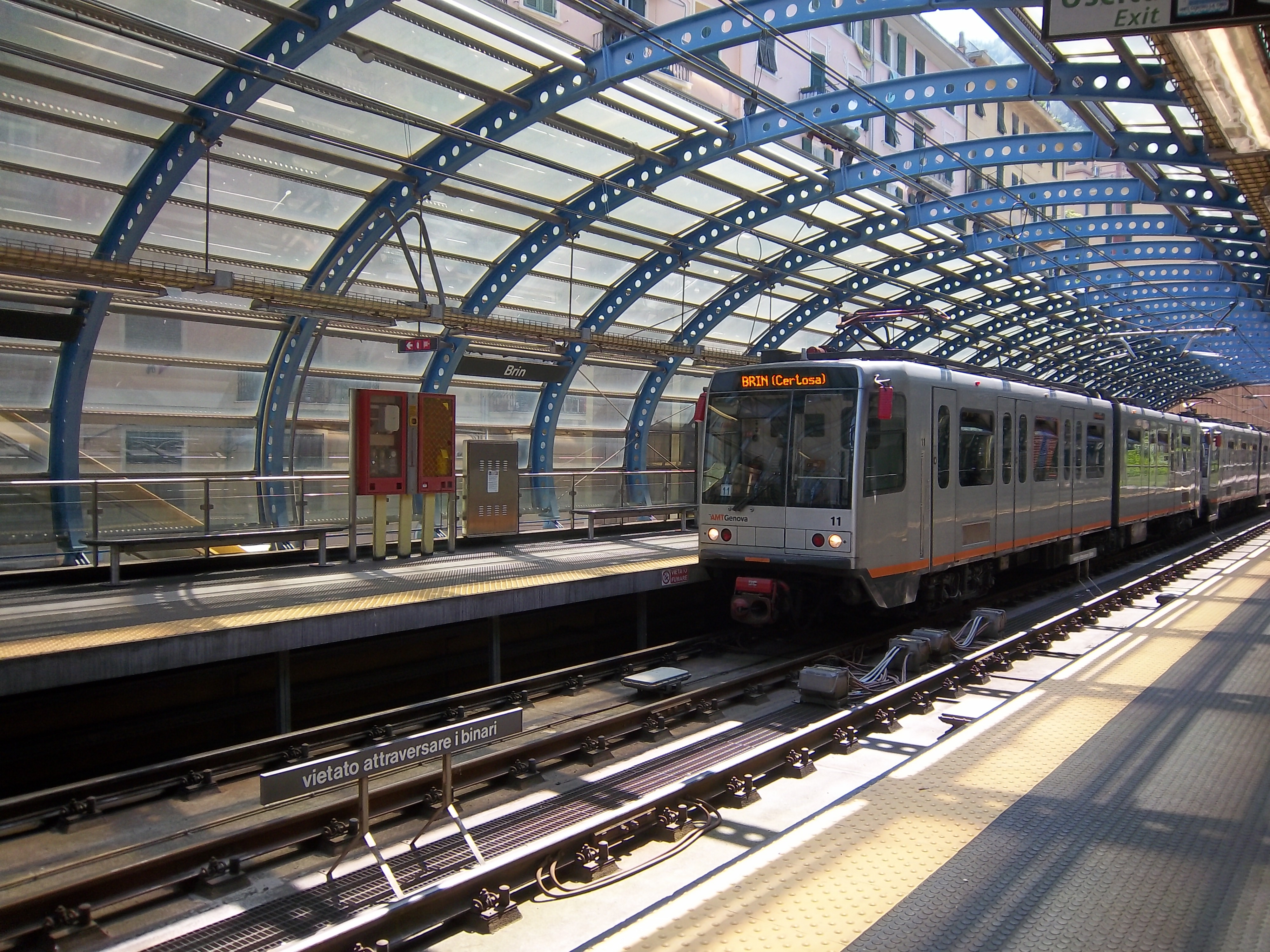
Voies, quais et desserte.

Brin est desservie par les rames qui circulent sur l'unique ligne du réseau, de Brin à Brignole.